# MTV Indonesia
MTV Indonesia (Music Television Indonesia) – program telewizyjny w Indonezji. Wystartował w 1995 roku jako część kanału ANteve, a od 1999 roku ramówka MTV Indonesia obejmowała materiały lokalne. W 2002 roku rozpoczęto nadawanie MTV Indonesia w formacie 24-godzinnym, w ramach współpracy z Global TV. Oglądalność MTV Indonesia wynosi 14 mln widzów (doniesienia z 2002 roku). 